# Tadeusz Krafft
Tadeusz Krafft (* 2. Juli 1961 in Bytom) ist ein ehemaliger polnischer Fußballspieler, welcher unter anderem in Deutschland für Borussia Dortmund und Rot-Weiss Essen gespielt hat.

## Karriere
Tadeusz Krafft begann das Fußball spielen in seiner Heimatstadt Bytom bei GKS Szombierki Bytom. Im Verlauf seiner Karriere wechselte er nach Deutschland zu Eintracht Heessen, ehe er im Juli 1985 vom Bundesligisten Borussia Dortmund verpflichtet wurde. Sein Debüt im schwarz-gelben Trikot absolvierte er 16. August 1985 beim 1:1-Unentschieden gegen den Hamburger SV, als er in der 84. Minute für Ulrich Bittcher eingewechselt wurde. Danach folgte jedoch nur noch ein Startelfeinsatz im DFB-Pokal gegen SC Neukirchen (9:2), sowie zwei Einwechslungen gegen den 1. FC Köln (0:2) und den SV Waldhof Mannheim (0:0) in der Bundesliga.
Nach Ablauf der Saison 1985/86 wechselte Krafft im Juli 1986 zum damaligen Zweitligisten Rot-Weiss Essen. Doch auch in Essen wurde er nicht glücklich, er absolvierte in der Saison 1986/87 nur fünf Ligaeinsätze für die Rot-Weissen und verließ daraufhin den Verein in Richtung Amerika. In den USA spielte Krafft zwei Jahre in der Major Indoor Soccer League für Chicago Sting und anschließend noch vier Spielzeiten für Chicago Power, mit denen er 1991 Meister der National Professional Soccer League wurde.